# フェルマーの料理
『フェルマーの料理』（フェルマーのりょうり、フランス語: Cuisson dans le Fermat）は、小林有吾による日本の漫画作品。『月刊少年マガジン』（講談社）にて、2018年10月号から不定期連載中。
数学者になる夢を挫折した高校生が、若き天才シェフとの出会いを機に料理の道へと進み、数学的思考で周囲を驚愕させる料理を作り出し、料理人として成長していく姿を描いた料理漫画。タイトルはフェルマーの最終定理に由来する。2025年7月時点で累計部数が70万部を突破している。2023年9月28日には単行本第4巻の発売にあわせて、PVが公開された。
作者の過去作である『てんまんアラカルト』のキャラクターも登場している。
2023年10月より、TBS系列にてテレビドラマが放送された。
2025年7月よりテレビアニメが放送中。

## あらすじ
プロローグ
ヴェルス学園進学科の特待生だった北田 岳は、数学オリンピック日本代表になれず特待生を取り消され、学食のアルバイトをしながら無為な日々を過ごしていた。そんな不遇の状況下で、岳の作ったナポリタンを食した天才シェフ朝倉海は、岳の数学的思考から作られた料理に天性の才能を見出す。
理事長によって退学を命じられた岳は、海の手助けで理事長の開催したパーティーで「改良したナポリタン」を出し、退学を取り消させる。その後、東京の海の店を訪ねた岳は、美味い一品を出すよう海に命じられ、「お茶漬け」を出して課題をクリアする。
東京大学理科一類をほぼ満点合格しながらも辞退した岳は、「K」の料理人となり海の厚意で海の家で共に暮らすことになる。
序盤

## 登場人物
声の項は特記が無い限りテレビアニメ版の声優。

### 主要人物
北田 岳（きただ がく）
声 - 富田涼介 / 山下大輝（PV）
本作の主人公。ヴェルス学園進学科の特待生だったが、才能の限界から数学者になる夢を諦め、学食のアルバイトをしながら無為な日々を過ごしていた。天才シェフ朝倉海との出会いを契機に料理人の道を歩みだし、数学的思考から周囲を驚愕させる「レシピ」を導き出す。
地元は山梨県。私立ヴェルス学園高校3年生ののち、東京大学理科一類をほぼ満点合格しながらも「K」の料理人となり、東京では海の厚意で海の家で共に暮らす。
朝倉 海（あさくら かい）
声 - 坂泰斗 / 岡本信彦（PV）
都内の一ツ星レストラン「K」のオーナーシェフ。初登場時23歳。高校中退後パリで修行してスーシェフとしてフレンチを学んで帰国して店を開き、史上最年少で一ツ星を獲得した若き天才シェフ。北田が作った賄い料理のナポリタンを食べ彼に興味を持ち、料理の道に導く。岳の才能を認めつつも「数学と料理」を結び付けられるように岳に対して厳しい課題を出す。女性関係は奔放なようで家に岳を初めて招いた際、裸の女性がいたので岳を驚かせていた。
『てんまんアラカルト』のメインキャラクターの一人であり、彼の人生のその後が今作で描かれている。広瀬一太郎の「楠瀬正美賞」授賞式前、岳を追い込みすぎる姿ゆえに布袋からは七瀬蒼司に勝ってしまったことで孤独を選ぼうとしていると評された。

### レストラン「K」
布袋 勝也（ほてい かつや）
声 - 遠藤大智
「K」料理人。海の右腕的存在。パティシエとして名をはせた過去を持つ。
『てんまんアラカルト』にも登場。
ウィヴィア・ミロ
声 - 永塚拓馬
頬にペイントをしている「K」料理人。頬のマークは気分によって変わる。独立できるだけの腕前を持つが「K」にとどまっている。13話では呼び鈴を鳴らしても気づかれなかったので海と岳の部屋によじ登って窓から入ろうとして驚かれており、岳の料理を気に入っていることと、それゆえ岳が「岳じゃなくても作ることができる料理」を作ったゆえに「楠瀬正美賞」特別賞授賞式用の料理には採用されなかったと厳しいアドバイスを送った。
赤松 蘭菜（あかまつ らんな）
声 - 依田菜津
「K」副菜担当の料理人。元々は「K」の立地に立っていた料理屋の娘であり、父の店の経営がうまくいっていなかったところ、海が立地を気に入ってお店ごと買収。元々父の店のアルバイトをしていた蘭菜は海から才能を見込まれてそのまま「K」で働くことになった。
海とは親しい仲にあるらしく、9話・11話にて朝倉海の家で悪夢にうなされていた岳は、はだけた姿の蘭菜が海と会話していた所を少しだけ聞いていた。そのため岳に「海さんのことが好きなのでそばにいて働いている」と言われた際には激しく動揺している。大鳳ホテルでの「楠瀬正美賞」授賞式料理においていきなりデセール(デザート)を任されつつも試練を乗り越え成功させた岳の圧倒的な料理の才覚を見てしまい、三か月を経てその差がどんどんついていって「自分は岳と違い海の隣に立てないだろう」と海に吐露して海に抱きしめられて腕の中で号泣した。
福田 寧々（ふくだ ねね）
声 - 池澤春菜
「K」給仕長。客の顔を一度で覚えられるほか、岳と海が暮らしている部屋の掃除もしてくれており、海に「料理以外は完璧」とまで評される。
『てんまんアラカルト』にも登場。
乾 孫六（いぬい まごろく）
声 - 橘龍丸
「K」の料理人。岳の少し先輩にあたる若い男。実家は京都の料亭であるが、伝統をそのまま引き継ぐだけの封建的な京料理に疑問を持ち、他の分野の料理も知りたいと東京に出て「K」の料理に感動。父に勘当されながらもフランス料理の「K」で働いている。喧嘩こそしたが父を尊敬しており、海からすべてのことを学んでいつか京料理と融合させて父と和解することを夢としている。
王明剣（ワン ミンジェン）
「K」の料理人。香港出身の坊主頭に眼鏡の男性。故郷で料理学校時代の親友がデモに参加して行方不明になった過去を持つ。故郷で料理を続けていたところ、香港に来ていた海に客のことをきちんと見ながら出す料理人の才覚を気に入られて「外から香港を照らす光になるんだ」と誘われ日本に来た。
ダビド・サロ・ペーニャ
「K」の料理人。スペイン出身の料理人。フランスにいた時に海がスーシェフをしていた店に偶々入り、日本人が作る料理を侮っていたところ、海の「和」を基調とした一品を食べたことでその味が頭から離れなくなり、やがて「K」に来た。
宍戸 邦彦（ししど くにひこ）
「K」の料理人。独立できるだけの実力を持つが、海に忠誠を誓い、彼のもとで一生働きたいと思っている。
花田 今日介
「K」給仕チーム。
鳥越 円（とりごえ まどか）
「K」給仕チーム。
アネット・バルトリ
「K」給仕チーム。フランス出身。
黒崎 麗子
「K」給仕チーム。

### その他の人物
魚見 亜由（うおみ あゆ）
声 - 永瀬アンナ
ヴェルス学園スポーツ科。小遣い稼ぎで始めた学食のアルバイトで岳と知り合い、岳のまかない料理の美味しさに驚きつつ岳が学園協賛者への慰労会で料理の才能を見せつける場面を目撃。東京の大学では水泳の特待生として通っている。
卒業式にて東大に行かず料理人を目指すという岳に驚きつつも連絡先を渡し、付き合っているわけではないが定期的に連絡を取ったり会ったりしている。「K」で見習いとして働き始めたばかりの頃の岳が壁にぶち当たっていた際には、自身も怪我で落ち込んでいながら、理事長をやり込めて見せた岳を「あたしのヒーロー」と言って励ました。貞操観念はしっかりしており、励ましてもらったお礼に肉じゃがを持ってきてくれた岳を家に入れず公園で一緒に肉じゃがを食べた一方で、10話にて自己ベスト更新できて気分が良かった日には岳の家に料理を作りに行こうとしたこともある。岳がデセール(デザート)の課題で連絡が取れなくなるほど追い詰められていた際には、心配して店まで来つつも岳が練習に打ち込む姿を見てあえて辛抱強く影から見守った。
広瀬 一太郎（ひろせ いちたろう）
声 - 古川慎
眼鏡に坊主頭の男性。子供の頃から岳や神楽と数学で切磋琢磨してきた数学の天才。しかし広瀬は岳が脱落した数学オリンピック春合宿を首席で抜けて日本代表として金メダルを取るなど、その数学の才能はやがて岳もついていけなくなるほどのものであり、岳が数学への道を諦める要因の一つとなった。高校卒業はプリンストンに留学。
18歳にして日本数学界の功労賞「楠瀬正美賞」特別賞を受賞し、大鳳ホテルの授賞式会場で岳と再会。岳のデセールに感動しており、楽し気に料理を語る岳を見て喜ぶと共に料理に関心を抱いていた。
武蔵 神楽（むさし かぐら）
声 - 若山詩音
子供の頃から岳や広瀬と数学で切磋琢磨してきた才女。父は衆議院議員の武蔵魏一。岳が脱落した数学オリンピック春合宿を次席で突破し、高校時代には数学オリンピック日本代表銀メダリストとなった。東京大学理科一類に進学。
幼少期は数学を理解できる同年代が回りにおらず孤独だった頃、楽しそうに数学に取り組んでいた岳と出会い好感を抱いており、岳が高校時代は自由な発想が無くなっていたことや料理の道に進んだことに当初は失望しており食事自体にも興味がなかったが「K」で岳の料理を食べて感銘を受ける。10話では広瀬の楠瀬正美賞授賞式の話をしに、揚げたサンドイッチを東大にまで持ってきてくれた岳が精神的に弱っている姿を見て興奮しかけてしまったり、亜由と親し気に電話している姿を見て露骨に機嫌を悪くしてチョップを入れたりしていた。逆に自分を超える才能を持つ広瀬には「楠瀬正美賞」授賞式に際して恐怖していたが、岳が出したデセールの美味しさとその味の秘密を楽しそうに説明する姿を見て岳への思いを強くした。
西門 景勝（さいもん かげかつ）
声 - 岩崎征実
私立ヴェルス学園理事長。一代でヴェルス学園を大きくしたワンマン経営者であり、異常なまでにプライドが高く恨みを忘れない執念深い性格。高校時代スランプで数学オリンピック本線に勧めなかった岳を成績トップながら特待生から外して冷遇し数学コンテストに挑戦しなかった岳を退学にまで追い込もうとした。しかし学園協賛者への慰労会で海が岳の料理を出して協賛者たちの心を掴み、西門自身が岳を称賛するよう誘導して見せたこと、岳が東大を合格しヴェルス学園を主席卒業しながら料理人の道を選んだことで二人を逆恨みし激しく敵視している。
北田 勲(きただ いさお)
声 - 松田健一郎
岳の父。豪快な性格。バイク屋をしている。妻を早くに亡くしており、以降は男手ひとつで岳を育ててきており、岳の幼少期はどんなに仕事で疲れていても岳一人に食事はさせず、一緒に食事をとってきた。
七瀬 蒼司（ななせ あおし）
かつて海が料理の世界で勝利した相手。
『てんまんアラカルト』の主人公。

## 作風
担当編集者によると、本作は「『料理』を『数学』という斬新な切り口」で描いており、小林の「熱量溢れる作画、胸を打つドラマ、一冊にそれをギュッと詰める構成力」によって、「一見縁遠いこの2つの分野」を繋いでいる。

## 反響など
第1話にて、ナポリタンが登場する。これは「数学的に正しいナポリタン」であるといい、単行本第1巻で詳しいレシピが掲載されており、インスタグラムなどのSNSにて再現する読者により、おいしくできたと反響を得ている。「数学的に正しい」のヒントは温度にあり、「カリッとした具材の歯ごたえは十分主役になる」ため「麺はあえて非常に柔らかくして」作り、フォークを45度に温めるほか、「隠された『仕掛け』」のあるレシピとなっている。

## 書誌情報
- 小林有吾『フェルマーの料理』 講談社〈KCデラックス〉、既刊5巻（2025年4月30日現在）
  1. 2019年6月28日発売[15][16]、ISBN 978-4-06-516296-5
  2. 2020年7月30日発売[17]、ISBN 978-4-06-520616-4
  3. 2022年5月30日発売[18]、ISBN 978-4-06-527610-5
  4. 2023年9月28日発売[5][19]、ISBN 978-4-06-533334-1
  5. 2025年4月30日発売[20]、ISBN 978-4-06-539001-6

## テレビドラマ
2023年10月20日から12月22日まで、TBS系「金曜ドラマ」枠で放送された。主演はともにTBSドラマ初主演となる高橋文哉と志尊淳。
GP帯の連続ドラマ初主演となる高橋は高校時代に調理師免許を取得しており、本格的な料理姿を本作で初披露する。

### あらすじ（テレビドラマ）
大筋は原作と同じストーリーだが、ドラマオリジナルの登場人物、筋書が追加されている。

#### 第一話「お前の数学の才能は料理のためにある」
名門ヴェルス学園に通う天才数学少年の北田岳は、数学オリンピック選考会でライバルの圧倒的な実力を目の当たりにし、自分が偉大な数学者にはなれないことを悟る。学食のバイトで何気なく賄いを作っていた岳に、料理界のカリスマである朝倉海が声を掛ける。岳が作る賄いのナポリタンに衝撃を受けた海は、自身もナポリタンを振る舞う。「言われたとおりにすれば、お前の状況を変えてやる」と海が驚きの提案を持ちかける。

#### 第二話「賄いトライアルを突破せよ！天才シェフがねらう革命…」
海の提案を受けて東京にやってきた岳は海が所有する高級マンションに住まわせてもらうことになる。レストラン「K」では新人が賄いを作り、スタッフ全員から合格点をもらわなければクビというルールがあり、その期限は1週間であると岳に伝えられた。レストラン「K」の厨房は想像を絶する戦場のような場所で、あまりの回転の速さに洗い物が追いつかず、賄いを作っている状況ではなかった。疲れ果てて帰宅した岳に、海のマンションの掃除に来ていた寧々が「誰でも疲れる」と労いの言葉をかける。その何気ない一言をヒントに、肉じゃがを作るが認められなかった。しかし、岳は諦めず試行錯誤の上2日後に肉じゃがで勝負し直す。その計算の高さが評価され、見事満場一致で岳はレストラン「K」の一員となる。

### キャスト

#### 主要人物
北田岳（きただ がく）
演 - 高橋文哉（幼少期：黒木将盛）
数学に魅了され、数学に人生を捧げてきた数学少年。国際数学オリンピックの日本代表選考合宿でライバルの実力を目の当たりにし、数学者になる夢を諦める。その後、朝倉海との出会いを機に料理の道へ進むことを決意する。東京大学理科一類に合格するも入学を辞退し、朝倉海がオーナーシェフを務めるレストラン「K」で見習い料理人になる。第二話ではスタッフ全員から合格点をもらい正式に「K」の一員となる。
朝倉海（あさくら かい）
演 - 志尊淳（幼少期：森島律斗）
都内にある二つ星レストラン「K」のオーナーシェフ。史上最年少で星を獲得した若き天才シェフ。

#### K
海がオーナーシェフを務める都内の二つ星レストラン。
赤松蘭菜（あかまつ らんな）
演 - 小芝風花（幼少期：浦上双葉、少女期：柴田みこと）
部門シェフ。「K」で働く部門シェフで唯一の女性。前菜を担当。思ったままを口にする素直でクールな性格。
乾孫六（いぬい まごろく）
演 - 板垣李光人
コミ（調理師）。
王明剣（ワン ミンジェン）
演 - 朝井大智
部門シェフ。スープ担当。中国出身。
ダビド・サロ・ペーニャ
演 - フェルナンデス直行
部門シェフ。魚料理担当。スペイン出身。
ジャン・ジョルダン
演 - ジュア
部門シェフ。デセール担当。フランス出身。ドラマオリジナルキャラクター。
黒崎麗子（くろさき れいこ）
演 - 井頭愛海
給仕。フランス語が得意で、ワインにも精通している。
アネット・バルトリ
演 - 八木アリサ
給仕。フランス出身。ワインに関する資格を保有している。
鳥越円（とりごえ まどか）
演 - 木田佳介
給仕。様々なフランス料理関係の資格を保有している。
布袋勝也（ほてい かつや）
演 - 細田善彦
スーシェフ（副料理長）。
福田寧々（ふくだ ねね）
演 - 宮澤エマ
給仕長。料理以外の仕事を完璧にこなす。

#### 周辺人物
魚見亜由（うおみ あゆ）
演 - 白石聖
岳の高校の同級生（岳は特別進学科、亜由はスポーツ科）。学園内にある食堂でアルバイトをしている時に岳と知り合った。口調は乱暴だが面倒見のよい性格。高校卒業後は東京の大学に水泳のスポーツ推薦で進学した。
武蔵神楽（むさし かぐら）
演 - 久保田紗友（幼少期：安藤セナ）（第1話・第3話・第5話・第7話・最終話）
岳の幼馴染。衆議院議員・武蔵魏一の娘。国際数学オリンピックの金メダリスト。
広瀬一太郎（ひろせ いちたろう）
演 - 細田佳央太（第1話・第6話 - 第8話）
岳のライバル。岳が数学者になる夢を諦めるきっかけとなった存在。国際数学オリンピックで最高得点を獲得した金メダリスト。
西門景勝（さいもん かげかつ）
演 - 及川光博（第1話・第5話・第8話・最終話）
岳が通う高校「私立ヴェルス学園」の理事長であり、実業家や美食家としての顔も持つ。自分の意向に沿わない言動を行う者に対しては、自身の立場や権力を利用して相手を徹底的に追い詰める冷酷な人物。
特待生の岳の才能を買っていたが、岳に“裏切られた”として退学処分を下し、更には奨学金の即時返納を要求する。数日後、レストラン「K」で自らが主催するパーティーでメイン料理として出されたナポリタンを食して絶賛するが、それを作ったのが岳だと知り動揺する。海の策略によって自身がパーティーに招待した客たちの前で岳を称賛しなければならない状況に立たされ、最終的には岳の退学処分と奨学金の返納を取り消す。「私立ヴェルス学園」の卒業式では、壇上に上がった岳に卒業証書を渡しながらも、彼への皮肉を小声で呟いていた。
3年前、蘭菜の母である桜が経営していたレストラン「オルス」の一帯における再開発計画に伴う立ち退き交渉を断られると、グルメ番組で「オルス」と桜を批判する発言を行い、彼女を精神的に追い込んだ。
武蔵魏一（むさし ぎいち）
演 - 堀部圭亮（第1話・第3話・第8話）
政治家。西門が主催するパーティーに参加する。第3話では、娘の神楽と共に「K」を訪れる。
北田勲（きただ いさお）
演 - 宇梶剛士
岳の父親。「北田バイシクル」を経営。息子を男手ひとつで育て上げる。
淡島優作（あわしま ゆうさく）
演 - 高橋光臣
服についたソースを洗い落とす手間を省くためディナーのたびに上半身裸になる謎の男。ドラマのオリジナルキャラクター。
渋谷克洋（しぶや かつひろ）
演 - 仲村トオル
料理界の伝説のシェフ。原作でも一瞬登場している描写がある。
海からは「先生」と呼ばれているが、詳細は不明。
赤松桜
演 - 釈由美子（第4話 - ）
蘭菜の母。かつては青山で「or&ce」（オルス）という店を構えていたシェフだった。現在は留学経験を生かしフランス語の翻訳の仕事をしている。
3年前、とある業者の男性から「オルス」や周辺地域での再開発に伴う立ち退きの要求を断るが、その男性に同伴していた西門が、後日グルメ番組で「"オーナーシェフが女性である"ことを隠して営業している」などと批判的なコメントをしたことで客足が遠のき開店休業状態に追い込まれる。やがて店を訪ねてきた海から「オルス」の買収と蘭菜のスカウトを持ち掛けられた際、「あなたが作った料理も、彼女（蘭菜）が作った野菜も美味しかった」「蘭菜が一流の料理人に成長するまで、（自分を）"母親の店を奪った憎まれ役"でいさせて欲しい」と頼まれ、「オルス」と蘭菜を海に託していた。

#### ゲスト

##### 第1話
北田凪
演 - 知花くらら
岳の母。故人。
校長、教頭
演 - 中西茂樹、那須晃行（なすなかにし）
「私立ヴェルス学園」の校長と教頭。
パーティの客
演 - 今藤洋子（役名：桜井聖恵）（第8話）、須間一也、高田健一、牧佳子
レストラン「K」で行われた西門が主催するパーティーに招かれた客。岳が作ったナポリタンに魅了された。
客
演 - 畠山明子
岳の実家の自転車屋「北田バイシクル」に訪れた客。

##### 第2話
女性
演 - メーガン花子
海宅のソファーで寝ていた女性。

##### 第3話
サラリーマン
演 - 大矢三四郎、初鹿史弥
居合わせたカフェで亜由に手を振る東京のサラリーマン。
ナレーター
声 - 上村彩子（TBSアナウンサー）
神楽が出演したテレビ番組「気になる! やばい天才さん」のナレーター。

##### 第4話
綿貫哲平
演 - 早乙女太一
国内外で強い影響力を持つレストランレビュアー。
店主
演 - 酒井貴士（ザ・マミィ）
蘭菜と岳が「あんかけ焼きそば」を頼んだ中華料理店「さかまる」の店主。
給仕
演 - 齊藤英里（第5話）
赤松桜がシェフだった店「オルス」のホール担当。客がシェフに挨拶をしたいとの旨を伝えたが、断ってくれと桜に言われる。
客
演 - 西野大作
かつて蘭菜が働いた店の客。「女性がプロの料理人に向いてないのは、生物学的に言って仕方のないこと」などと偏見を述べる。

##### 第5話
業者
演 - 越川みつお
桜がかつて経営していた店「オルス」一帯に再開発計画があると、西門景勝と共に立ち退き交渉に来た男性。
客
演 - 石垣直（最終話）、花野麻子（最終話）
蘭菜が去った後の「K」を訪れた客。蘭菜の代わりに海が担当した仔羊料理を絶賛する。

##### 第6話
支配人
演 - 山中良弘
Kがパーティ料理監修を任された楠瀬正美賞授賞式が行われるザ・カハラホテルの支配人。

##### 第7話
コーチ
演 - 山口知紗
亜由にオーストラリアへの水泳留学を薦める。

##### 第8話
南条剛、滝沢紗代
演 - 河野安郎、平野舞
レストラン「K」のスポンサーたち。海がいたから資金援助してきたと話すが、岳の新感覚の料理も認め、もう少しサポートを続けると約束する。

##### 第9話
病院スタッフ
演 - 阿岐之将一
事故で頭を怪我して入院した北田勲を担当する。

##### 最終話
客
演 - 梅木若菜、奥田啓太、岩田芽依、岡矢マツ木、奥山昇陽、森脇柊哉
蘭菜がオーナーシェフとなった「K」の客。
演 - 瀬戸口祥侑

### スタッフ
- 原作 - 小林有吾『フェルマーの料理』（講談社『月刊少年マガジン』連載）[7][8]
- 脚本 - 渡辺雄介、三浦希紗[7][8]
- 音楽 - 木村秀彬[56]
- 主題歌 -  10-FEET「Re方程式」（ユニバーサル ミュージック）[57]
- 料理監修 - 田村浩二、服部栄養専門学校 服部幸應
- 料理指導 - 関口智幸、小高勇介、幸田健太郎、木下雄介
- サービス監修 - 森島孝文、岡田宙
- 監修効力 - 加藤基（講談社）
- 数学監修 - 根上生也、渋川祥子、中川敦夫
- 数学オリンピック監修 - 公益財団法人数学オリンピック財団
- 医療監修 - 浅利靖
- フランス語監修 - フリーウェーブ
- 演出 - 石井康晴、平野俊一、大内舞子[7][8]
- プロデューサー - 中西真央[7][8]
- 製作著作 - TBS

### 放送日程
| 各話                                                                        | 放送日   | サブタイトル                                 | 原作            | 脚本     | 監督     | 視聴率 |
| --------------------------------------------------------------------------- | -------- | -------------------------------------------- | --------------- | -------- | -------- | ------ |
| 第1話                                                                       | 10月20日 | お前の数学の才能は料理のためにある           | 第1話「黒い男」 | 渡辺雄介 | 石井康晴 | 5.5%   |
| 第2話                                                                       | 10月27日 | 超難関二つ星レストランに合格せよ             |                 | 渡辺雄介 | 石井康晴 | 5.9%   |
| 第3話                                                                       | 11月03日 | 厨房を任せる…!ライバルたちの重圧を跳ねのけろ |                 | 渡辺雄介 | 平野俊一 | 5.3%   |
| 第4話                                                                       | 11月10日 | 世界一の美食家から最高評価を掴みとれ         |                 | 三浦希紗 | 平野俊一 | 5.4%   |
| 第5話                                                                       | 11月17日 | 母の店は奪われた…時代を変える一皿を作り出せ  |                 | 三浦希紗 | 石井康晴 | 5.0%   |
| 第6話                                                                       | 11月24日 | 仲間を倒してこの店の頂点に立て               |                 | 渡辺雄介 | 大内舞子 | 4.5%   |
| 第7話                                                                       | 12月01日 | 完璧を、トラウマを、神を超えろ               |                 | 渡辺雄介 | 平野俊一 | 5.2%   |
| 第8話                                                                       | 12月08日 | 孤高                                         |                 | 渡辺雄介 | 石井康晴 | 4.9%   |
| 第9話                                                                       | 12月15日 | もう一回                                     |                 | 渡辺雄介 | 大内舞子 | 4.5%   |
| 最終話                                                                      | 12月22日 | 二人が見つけた完璧な答え                     |                 | 渡辺雄介 | 石井康晴 | 4.3%   |
| 平均視聴率 5.1%（視聴率はビデオリサーチ調べ、関東地区・世帯・リアルタイム） |          |                                              |                 |          |          |        |

- 初回は22時 - 23時9分の15分拡大放送。

| TBS系列 金曜ドラマ                           | TBS系列 金曜ドラマ                             | TBS系列 金曜ドラマ                                |
| 前番組                                       | 番組名                                         | 次番組                                            |
| -------------------------------------------- | ---------------------------------------------- | ------------------------------------------------- |
| トリリオンゲーム （2023年7月14日 - 9月15日） | フェルマーの料理 （2023年10月20日 - 12月22日） | 不適切にもほどがある! （2024年1月26日 - 3月29日） |

## テレビアニメ
2025年1月にテレビアニメ化が発表された。2025年7月からテレビ朝日系列『IMAnimation』枠ほかにて放送中。

### コラボレーション
「スパゲッティーのパンチョ」とコラボレーションした。

### スタッフ（テレビアニメ）
- 原作 - 小林有吾[69][72]
- 監督 - 市川量也[12][72]
- シリーズ構成・脚本・アニメーション制作 - ドメリカ[12][72]
- キャラクターデザイン・総作画監督 - 岡本岳[12][72]、柏木五月[12][72]
- 美術監督 - 高田真理[12][72]
- 美術設定 - 佐藤久美[12][72]
- 色彩設計 - 渡邊安美[12][72]
- 撮影監督 - 山越康司[12][72]、鎌田麻友美[12][72]
- CG監督 - 深田明日香[12][72]
- 音響監督 - 本山哲[12][72]
- 音響効果 - 櫻井陽子
- 音響・音楽制作 - 叶音[12][72]
- 音楽 - 五十嵐聡[12][72]
- チーフプロデューサー - 長内敦、米澤明
- プロデューサー - 牛越美羽、澤田愛理、塩谷尚史、大貫一雄、熊谷拓登、熊野尊文、加藤春菜、藍谷厚史
- 製作 - フェルマーの料理製作委員会

### 主題歌（テレビアニメ）
「メイラード」
OSHIKIKEIGOによるオープニングテーマ。作詞・作曲はOSHIKIKEIGO。
「Change Over」
DXTEENによるエンディングテーマ。作詞・作曲はSusumu KawaguchiとShun Kusakawa、編曲はSusumu Kawaguchi。

### 各話リスト
| 話数  | サブタイトル           | 絵コンテ                     | 演出       | 作画監督                                                | 初放送日      |
| ----- | ---------------------- | ---------------------------- | ---------- | ------------------------------------------------------- | ------------- |
| 第1話 | 黒い男                 | 海江田美幸 赤木夏香 花井俊   | 海江田美幸 | 海江田美幸 清水朱音 髙田真理 鎌田麻友美 渡邊安美        | 2025年 7月5日 |
| 第2話 | 真理の扉               | 佐藤久美 赤木夏香 花井俊     | 佐藤久美   | 佐藤久美 清水朱音 髙田真理 鎌田麻友美 渡邊安美 坂井綾乃 | 7月12日       |
| 第3話 | 料理を以って、神に挑む | 深田明日香 藤井弘喜 小山綾音 | 深田明日香 | 鎌田麻友美 渡邊安美 坂井綾乃                            | 7月19日       |
| 第4話 | 以前以後               | 大塚麻貴子 赤木夏香 花井俊   | 大塚麻貴子 | 大塚麻貴子 鎌田麻友美 渡邊安美 坂井綾乃                 | 7月26日       |
| 第5話 | ノスタルジーと料理     | 海江田美幸 小山綾音          | 海江田美幸 | 海江田美幸 鎌田麻友美 渡邊安美                          | 8月10日       |
| 第6話 | 重なる事象             | 佐藤久美 藤井弘喜 伏見友葉   | 佐藤久美   | 佐藤久美 鎌田麻友美 渡邊安美                            | 8月17日       |

### 放送局（テレビアニメ）
| 放送期間                   | 放送時間               | 放送局                                          | 対象地域 | 備考                               |
| -------------------------- | ---------------------- | ----------------------------------------------- | -------- | ---------------------------------- |
| 2025年7月5日 -             | 土曜 23:30 - 日曜 0:00 | テレビ朝日（製作参加） ほか系列フルネット全24局 | 日本国内 | 連動データ放送 / 『IMAnimation』枠 |
| 2025年7月6日 -             | 日曜 23:30 - 月曜 0:00 | BS朝日                                          | 日本全域 | BS/BS4K放送 / 『アニメA』枠        |
| 全放送局で字幕放送を実施。 |                        |                                                 |          |                                    |

| 配信開始日    | 配信時間                           | 配信サイト | 備考               |
| ------------- | ---------------------------------- | --- | ------------------ |
| 2025年7月6日  | 日曜 0:00（土曜深夜） 更新         | アニメタイムズ Lemino dアニメストア （本店・ ニコニコ支店 ）                                                                          | 先行配信           |
| 2025年7月11日 | 金曜 0:00（木曜深夜） 以降順次更新 | Prime Video U-NEXT アニメ放題 DMM TV ABEMAプレミアム AnimeFesta FOD Hulu TELASA J:COM STREAM milplus バンダイチャンネル ふらっと動画  | 見放題配信         |
|               |                                    | バンダイチャンネル ビデオマーケット カンテレドーガ music.jp Rakuten TV YouTube ムービーフル ムービーフルPlus OnGenムービー HAPPY!動画 | 都度課金配信       |
|               |                                    | ニコニコ生放送 ニコニコチャンネル TVer ABEMA                                                                                          | 最新話期間限定配信 |

### BD
| 巻  | 発売日             | 収録話         | 規格品番  |
| --- | ------------------ | -------------- | --------- |
| BOX | 2025年11月12日予定 | 第1話 - 第12話 | BIXA-1270 |

| テレビ朝日系列 IMAnimation            | テレビ朝日系列 IMAnimation | テレビ朝日系列 IMAnimation                                            |
| 前番組                                | 番組名                     | 次番組                                                                |
| ------------------------------------- | -------------------------- | --------------------------------------------------------------------- |
| 片田舎のおっさん、剣聖になる（第1期） | フェルマーの料理           | 味方が弱すぎて補助魔法に徹していた宮廷魔法師、 追放されて最強を目指す |